# Colorado State Highway 133
Der Colorado State Highway 133 ist ein in Nord-Süd-Richtung verlaufender Highway im US-Bundesstaat Colorado.
Der Highway beginnt am Colorado State Highway 82 in Carbondale und endet in Hotchkiss am Colorado State Highway 92. Der State Highway führt unter anderem über den McClure-Pass.